# Greg Foster
Gregory (Greg) Foster (Chicago, 4 april 1958 – Maywood (Illinois), 19 februari 2023) was een Amerikaans hordeloper. Hij behoorde in de jaren tachtig tot de beste 110 meter hordelopers en hij werd viermaal wereldkampioen en elfmaal Amerikaans kampioen (in- en outdoor). Ook brak hij het wereldindoorrecord tweemaal.
Foster was de grote concurrent van Renaldo Nehemiah, Roger Kingdom, Mark McKoy en Colin Jackson. Tien jaar lang leverde deze fascinerende wedstrijden. Foster won nimmer de Olympische Spelen, maar won wel in 1983, 1987 en 1991 het wereldkampioenschap.
In 1991 werd hij voor zes maanden geschorst wegens het gebruik van de door de IAAF verboden middelen pseudo-efedrine, efedrine en fenylpropanolamine.
Greg Foster was begin jaren tachtig bevriend met Florence Griffith-Joyner.
Foster werd 64 jaar oud.

## Titels
- Wereldkampioen 110 m horden - 1983, 1987, 1991
- Wereldindoorkampioen 60 m horden - 1991
- Amerikaans kampioen 110 m horden - 1981, 1983, 1986, 1987, 1991
- Amerikaans indoorkampioen 60 yd horden - 1983, 1984, 1985
- Amerikaans indoorkampioen 55 m horden - 1987, 1988
- Amerikaans indoorkampioen 60 m horden - 1991
- NCAA-kampioen 200 m - 1979
- NCAA kampioen 110 m horden - 1980

## Persoonlijke records
Outdoor
| Onderdeel    | Prestatie          | Datum            | Plaats   |
| ------------ | ------------------ | ---------------- | -------- |
| 100 m        | 10,28 s (+0,2 m/s) | 28 april 1979    | Westwood |
| 200 m        | 20,20 s (+0,7 m/s) | 28 april 1979    | Westwood |
| 110 m horden | 13,03 s (-0,2 m/s) | 19 augustus 1981 | Zürich   |

Indoor
| Onderdeel   | Prestatie             | Datum           | Plaats      |
| ----------- | --------------------- | --------------- | ----------- |
| 50 m horden | 6,35 s (NR)           | 27 januari 1985 | Rosemont    |
| 60 m horden | 7,36 s (ex-WR, ex-NR) | 16 januari 1987 | Los Angeles |

## Palmares

### 60 yd horden
- 1983:  Amerikaanse kamp. - 6,92 s
- 1984:  Amerikaanse kamp. - 6,95 s
- 1985:  Amerikaanse kamp. - 6,85 s

### 55 m horden
- 1987:  Amerikaanse kamp. - 6,99 s
- 1988:  Amerikaanse kamp. - 6,93 s

### 60 m horden
- 1991:  Amerikaanse kamp. - 7,49 s
- 1991:  WK indoor in Sevilla - 7,45 s

### 110 m horden
- 1981:  IAAF Wereldbeker
- 1981:  Amerikaanse kamp. - 13,39 s
- 1983:  Amerikaanse kamp. - 13,15 s
- 1983:  WK in Helsinki - 13,42 s
- 1984:  OS - 13,23 s
- 1986:  Amerikaanse kamp. - 13,26 s
- 1986:  Goodwill Games - 13,25 s
- 1987:  Amerikaanse kamp. - 13,29 s (RW)
- 1987:  WK in Rome - 13,21 s
- 1987:  Grand Prix - 13,36 s
- 1991:  Amerikaanse kamp. - 13,29 s
- 1991:  WK in Tokio - 13,06 s

1983 Greg Foster ·
1987 Greg Foster ·
1991 Greg Foster ·
1993 Colin Jackson ·
1995 Allen Johnson ·
1997 Allen Johnson ·
1999 Colin Jackson ·
2001 Allen Johnson ·
2003 Allen Johnson ·
2005 Ladji Doucouré ·
2007 Liu Xiang ·
2009 Ryan Brathwaite ·
2011 Jason Richardson ·
2013 David Oliver ·
2015 Sergej Sjoebenkov ·
2017 Omar McLeod ·
2019 Grant Holloway ·
2022 Grant Holloway ·
2023 Grant Holloway